# Bufo sachalinensis
Bufo sachalinensis (лат.) — вид бесхвостых земноводных из семейства жаб. Распространён в северо-восточной Азии на территории Китая, России, и Кореи. Ранее считался синонимом дальневосточной жабы.

## Таксономия
В 1905 году российский герпетолог А. М. Никольский описал жаб с Сахалина как особую форму, Bufo vulgaris var. sachalinensis. Позднее Леонард Штейнегер поднял статус сахалинских жаб до видового. Тем не менее, остальных жаб российского Дальнего Востока он рассматривал как восточный подвид обыкновенной жабы Bufo bufo asiaticus Steindachner, 1869. В дальнейшем, использованные Никольским диагностические критерии подверглись сомнению, и долгое время сахалинских жаб рассматривали как младший синоним дальневосточной жабы Bufo gargarizans Cantor, 1842.
Начиная с 2000-х годов высказывались предположения, что популяции дальневосточной жабы из северо-восточного Китая, Корейского полуострова и российского Дальнего Востока формируют отдельную кладу, сестринскую по отношению к остальным материковым популяциям. В связи с этим, было предложено восстановить биномен Bufo sachalinensis и рассматривать серых жаб с этих территорий в качестве отдельного вида.

## Внешний вид
Длина тела взрослых особей 4,7—10,2 см. Внешне сходна с обыкновенной жабой. Барабанная перепонка очень маленькая или покрыта кожей. Спина покрыта крупными бугорками с шипиками. Окрашена в тёмно-серый, оливково-серый или оливково-коричневатый с тремя продольными полосами. Брюхо светло-серое или желтовато-серое, часто с тёмными пятнами в задней части. Самки крупнее самцов.
От дальневосточной жабы отличается меньшими размерами, пятнистой окраской спины и формой брачных мозолей.

## Распространение

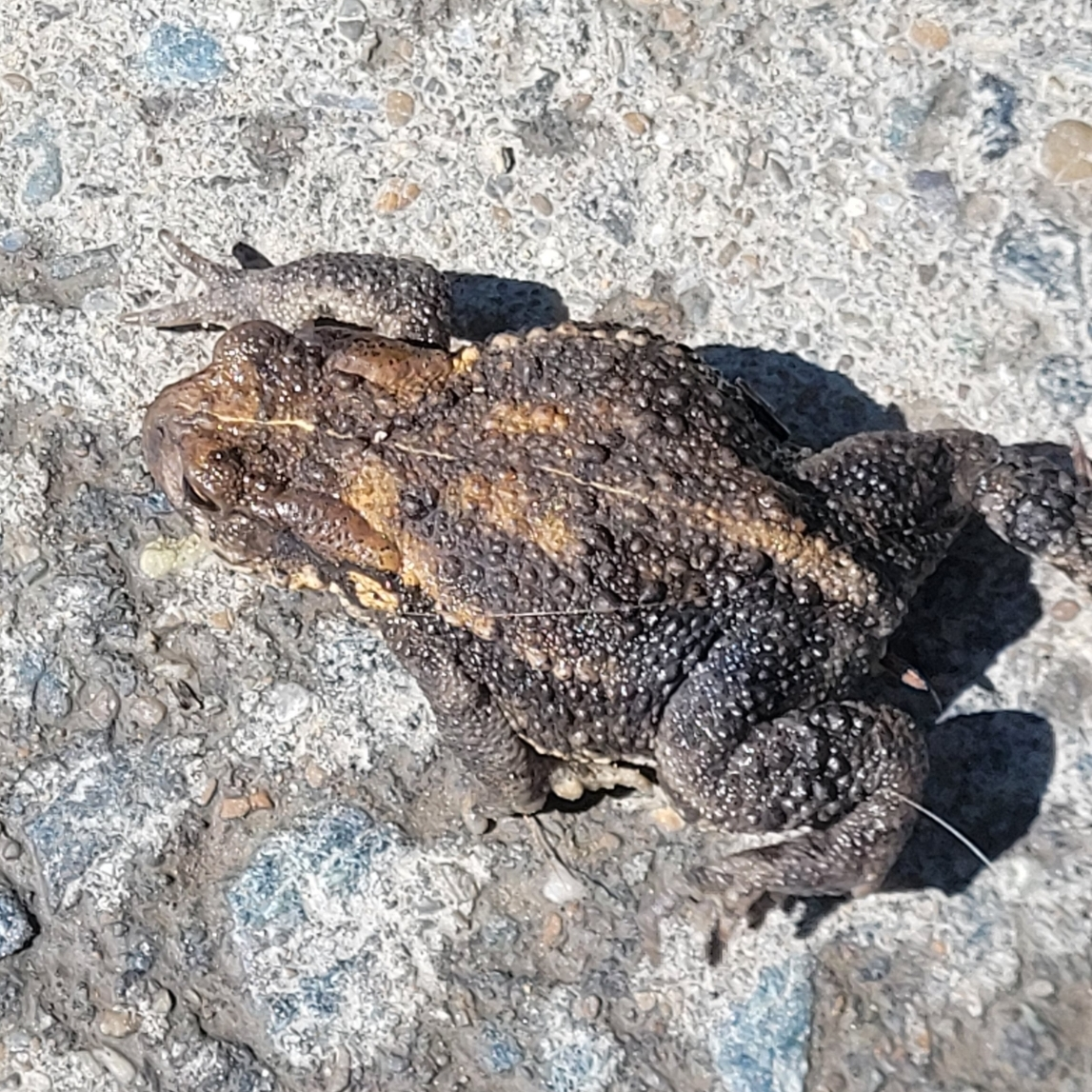
Сахалинская жаба в центральном парке Южно-Сахалинска, август

Населяет бассейн реки Амур в Китае (Ляонин, Гирин и Хэйлунцзян) и на прилегающих территориях России, остров Сахалин и Корейский полуостров.

## Образ жизни
Обитает в хвойных, смешанных и широколиственных лесах, на опушках и лугах. Предпочитает биотопы с высокой влажностью, хотя в затенённых и переувлажнённых хвойных лесах редка. Встречается также в поймах и речных долинах, в сельской местности, в парках и садах крупных городов.
Активна в утренние и вечерние сумерки. В конце сентября — первой декаде октября при температуре воздуха +4 °C уходит на зимовку, уходя в норы, ямы в земле, полости между корнями деревьев, под брёвна, а также в реки и озёра на глубину 1—1,5 м. Выходит в конце апреля — начале мая при температуре воздуха +4—22 °C и воды +4—17 °C.
Размножается в озёрах, прудах, болотах, лужах, старицах, канавах и ручьях со стоячей или слабопроточной водой, обычно с травянистой растительностью. Предпочитают размножаться в одних и тех же водоёмах. В Приморье происходит в апреле-мае, в Хабаровском крае до конца июня. Пары могут образовываться по дороге к водоёму. Иногда несколько самцов образуют клубки, пытаясь спариться с одной самкой. Самки обвивают икряные шнуры вокруг подводных предметов на глубине 4—30 см. В одной кладке может находиться 1200—12500 икринок. Через 4—17 суток из икры выходят головастики общей длиной 5—7 мм. Метаморфоз происходит через 45—66 суток — в начале июля — начале августа. Перед ним головастики длиной 2,1—3,5 см могут образовывать скопления у берегов. Сеголетки после метаморфоза достигают длины тела около 7—9 мм. Кожа у них гладкая, паротиды развиты слабо. Половой зрелости достигают на 3—4 год жизни. Максимальная продолжительность жизни — 11 лет.
Взрослые особи питаются насекомыми, в основном жуками. В меньшей степени потребляют моллюсков, многоножек и паукообразных.
Головастиков и икру могут поедать личинки стрекоз, ручейников и жуков-плавунцов. Молодых и взрослых — ястребиный канюк, врановые птицы и куньи млекопитающие. Сеголетки поедаются тигровым и японским ужами. Среди паразитов известны нематода Agamospirura tigrina и 2 вида инфузорий.